# Барбе, Кун
Кун Барбе (фр. Koen Barbé; род. 20 января 1981 в Зоттегеме, Бельгия) — бывший бельгийский профессиональный шоссейный велогонщик. Выступал за бельгийские команды «Vlaanderen-T Interim» и «Landbouwkrediet-Colnago». 

## Достижения
2003
Чемпионат Бельгии
1-й  Групповая гонка U23
2-й Каттекурс
2004
5-й Омлоп ван хет Васланд
2005
1-й Гран-при Рюди Даненса
4-й Халле — Ингойгем
2006
1-й Омлоп ван хет Метьесланд
3-й Омлоп ван хет Васланд
4-й Омлоп Хет Ниувсблад
2008
7-й Три дня Западной Фландрии
10-й Велотрофей Йонга Мар Мудига
2010
2-й Велотрофей Йонга Мар Мудига
2011
4-й Омлоп Хет Ниувсблад U23
4-й Велотрофей Йонга Мар Мудига
10-й Зеллик — Галмарден
2013
7-й Антверпсе Хавенпейл
10-й Тро-Бро Леон